# Formica pulla
Formica pulla é uma espécie de formiga do gênero Formica, pertencente à subfamília Formicinae.